# Баззаев, Андрей Константинович
Андре́й Константи́нович Базза́ев (творческий псевдоним «СКИФ»; 7 октября 1953, с. Везур, Юго-Осетинская автономная область, Грузинская ССР, СССР) — советский и российский живописец, председатель Осетинского Невского творческого союза «Ас-Алан».

## Биография
Андрей Баззаев родился 7 октября 1953 года в селении Везур Южной Осетии.
- 1971 г. — окончил школу села Киров.
- 1977 г. — окончил Цхинвальское художественное училище имени М. С. Туганова, факультет керамики и живописи
- 1985 г. — окончил Ленинградский институт живописи, скульптуры и архитектуры имени И. Е. Репина (мастерская народного художника СССР, академика Е. Е. Моисеенко)

## Выставки
- 1982 г. — выставка во дворце молодежи.
- 1985 г. — выставка во дворце им. С.М Кирова
- 1986 г. — выставка осетинских художников в г. Тбилиси.
- 1988 г. — первая персональная выставка в г. Цхинвале.-50 работ.
- 1989 г. — впервые в Ленинграде(в Доме союза писателей) Баззаевым организован юбилей великого осетинского поэта Коста Хетагурова.
- 1990 г. — первая персональная выставка в Доме журналистов в Ленинграде-72 работы.
- 1997 г. — написал иконы св. Михаила и Гавриила для церкви в Южной Осетии и других.
- 1999 г. — участник выставки В Санкт-Петербургском манеже «140 лет великому осетинскому поэту Коста Хетагурову» −5 работ
- 2001 г. — третья персональная выставка в залах Союза Художников России-200 работ. Санкт-Петербург.
- 2003 г. — юбилейная выставка "50 лет художнику А. К. Баззаева "В залах выставочного центра Союза Художников России-130 работ.
- 2004 г. — участник выставки Санкт-Петербургских художников «Памяти жертвам трагедии Беслана» в Музее этнографии народов России.

## Искусство
Произведения Андрея Баззаева отличаются широтой замысла и разнообразием красок.
В его творчестве светлая мечтательность соседствует с возвышенной строгостью, иногда в цветовых тонах можно уловить ноты подлинной трагичности, например в таких картинах, как «Ночь в Кударо», «Материнство», «Паганини», «Деревенская икона», «Тайная вечеря Кавказа», «Мой храм», «Три старца», «Рождение скифов», «Импрессионист», «Красный демон».
За последние 25 лет творчества автором создано более четырехсот работ — от графических миниатюр до крупных, скрупулезно выписанных колоритных полотен.
Выбор колорита в картинах художника определяется не столько состоянием души, сколько состоянием общественной мысли.
Его работы маслом и акварелью различаются. Художник часто пользуется любимыми световыми гаммами: иссиня-фиолетовой — для отражения тяжелого чувства обреченности; оранжево-желтой — для светлых отношений со внешним миром; ярко-красной — крупные мазки в радуге; спектра «сочных» красок в стиле пуантилистов — для обозначения страстного общения с окружением. И в полотнах на исторические темы остаётся верным себе. Он добивается необходимого — возникновения желаемых автором эмоций у зрителя цветопластическими решениями, а не композиционной изощренностью и прорисовкой деталей.
В своих произведениях Андрей Баззаев ищет не столько формы изображения действительности, сколько энергию жизненной философии: откуда она питается. Естественно решение принимается с помощью колорита и цветовой гаммы. Андрей Баззаев находит смысл жизни не в конкретных обстоятельствах, как бы существенны они не были для него, а в обобщении своего философского взгляда на жизнь, путём создания палитры красок, где, допустим, желтое выпирает (или, напротив, спрятано) не потому, что ему так хочется, а потому, что это отражает смысл гармонии миропорядка или потуги на разрушение мироздания. Таковы следующие работы: «Взгляд художника», «Купальщицы у реки Паца», «Дубовая роща», «Сумерки в горах», «Скиф на охоте», «Автопортрет», «Гарем», «Скифское поле», «Часовня в горах», «Рокский дьявол», «Девственница», «Взбесившаяся Россия».
Особое место в его творчестве занимают основоположники и классики культуры алан, видные современники, родные и близкие, лица из окружения мастера.

## Общественная деятельность
- Председатель Осетинского Невского творческого союза «Ас-Алан»;
- Руководитель осетинского общества творческих работников «Скиф».